# Државни удар у Авганистану 1973.
Државни удар у Авганистану 1973. године, који су Авганистанци називали и пуч 26. Саратана (дари: کودتای 26 سرطان) и Револуција 26. Саратана 1352. године, предводио је генерал и принц Мохамед Дауд Кан против свог рођака, краља Мохамеда Захир Шаха, 17. јула 1973. године, што је резултирало успостављањем Републике Авганистан под једнопартијским системом на челу с Дауд Каном.
У организацији удара Дауд Кан је предводио снаге у Кабулу заједно са тадашњим начелником генералштаба генералом Абдулом Каримом Мустагнијем, да збаци монархију док се краљ опорављао у иностранству у Искији у Италији. Дауд Кана су помагали војни официри и државни службеници из фракције Парчам Народне демократске партије Авганистана, укључујући пуковника ваздухопловства Абдула Кадира. Дауд је такође имао подршку особља ваздухопловства стационираног на Међународном аеродрому у Кабулу и ваздухопловној бази Баграм, које су предводили поручник Абдул Хамед Мухтат и поручник Пачагул Вадафар, иако надлетање војних авиона изнад града није било захтевано. Седам лојалистичких полицајаца и један командант тенка, као и три члана његове посаде тенка, убијени су у ономе што је особље Савета за националну безбедност Сједињених Држава тада описало као „добро планиран и брзо изведен пуч“.
Краљ Захир Шах одлучио је да не узврати и формално је абдицирао 24. августа, остајући у Италији у егзилу. Више од два века краљевске владавине (од оснивања Дуранског царства 1747. године) окончано је државним ударом. Пет година касније Дауд Кан ће и сам бити свргнут и погубљен у Саур револуцији.